# Csepel D-562
Csepel D-562 – węgierski samochód ciężarowy. Był produkowany od lat 70. Był to dwuosiowy pojazd z napędem na tylną oś. Csepel D-562 był napędzany sześciocylindrowym silnikiem wysokoprężnym Csepel D-61433 o mocy 145 kW przy 2300 obr./min.

## Dane taktyczno-techniczne
- Masa:
  - własna: 5200 kg
  - całkowita: 9200 kg
- Prześwit:?? m
- Rozstaw kół: 2 m
- Rozstaw osi: 3,7 m
- Prędkość maksymalna: 87,9 km/h
- Ogumienie: 16.5x19.5